# 안성 석남사 부도
안성 석남사 부도는 경기도 안성시 금광면 상중리, 석남사 경내에 있는 부도이다. 1986년 5월 22일 안성시의 향토유적 제28호로 지정되었다.

## 개요
부도는 스님이 입적 후 유골을 안치한 탑이며 석남사 입구 동남간에 조선후기 조성된 2기의 화강암 부도가 위치해있고 주변에 최근 새로 조성된 3기의 부도가 있어 총 5기의 석종형 부도가 일렬로 있다. 
조선시대 부도 2기는 현 위치가 원위치인지 확실치 않으며, 조선시대에 이르러 크게 유행한 1석 조성의 부도인데, 연대는 아주 하대로 내려잡을 수 없을 것 같다. 
낮은 석축위에 위치한 2기의 석종형 부도 중 좌측의 것은 비교적 완전한 편이다. 1석으로 조성한 30cm높이의 방형지대와 그 모를 죽인 8각 하대(下臺)위에 석종형 탑신(塔身)을 놓았다. 
측면과 둘레에는 화문(化文)이 조식(彫飾)되었고, 괴임대에 연주문(鍊株文)이 조각되어 있다. 
우측의 부도는 8각의 지대위에 탑신을 앉혔는데, 아무런 조각이 없고 정상의 보주는 떨어져 나가고 없다.

## 같이 보기
- 안성 석남사

## 참고 자료
- 석남사부도 - 안성 문화관광 - 시지정문화재